# استان اودسا
استان اودسا (به اوکراینی: Одеська область) از استان‌های اوکراین و واقع در جنوب غربی این کشور است، در امتداد ساحل شمالی دریای سیاه واقع شده. مرکز اداری آن شهر اودسا می‌باشد. جمعیت(اوکراینی: Одеська область، آوانگاری: Odeska oblast) ۲٬۳۵۱٬۳۸۲  نفر (تخمین ۲۰۲۲). است.
طول خط ساحلی استان اودسا (ساحل دریا و مصب رودخانه‌ها) به ۳۰۰ کیلومتر (۱۹۰ مایل) می‌رسد، در حالی که مرز ایالتی ۱۲۰۰ کیلومتر (۷۵۰ مایل) امتداد دارد. این منطقه دارای هشت بندر و پنج دریاچه بزرگ، از جمله دریاچه یالپو، در اوکراین است. با بیش از ۸۰۰۰۰ هکتار (۲۰۰۰۰۰ هکتار) تاکستان، این منطقه همچنین بزرگترین منطقه کشت انگور در اوکراین است.

## بندر اودسا

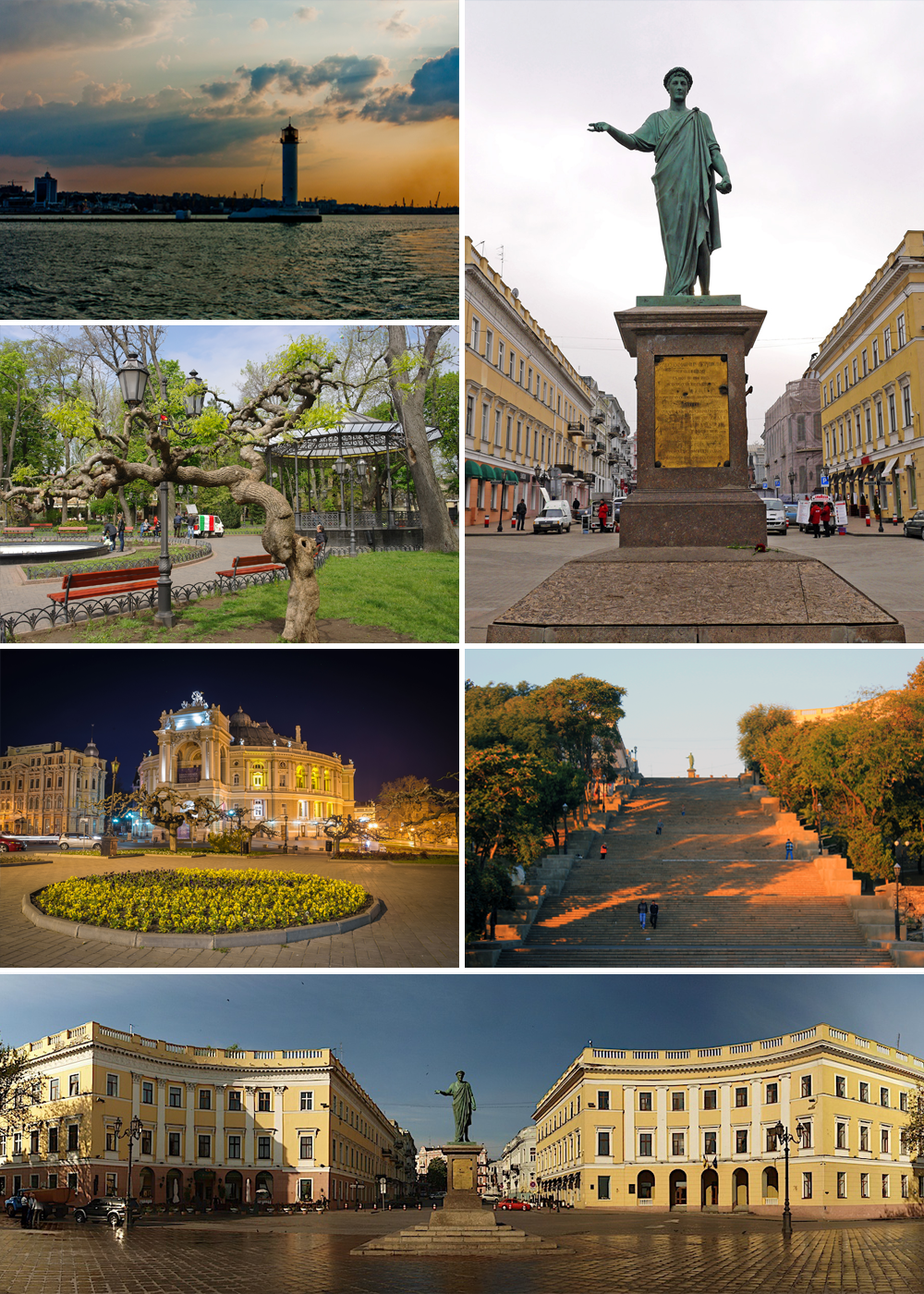
مجموعه ای از مناظر استان اودسا

بندر ادسا یا بندر اودسا در شهر اودسا و نیز یکی از بندرهای مهم در جنوب اوکراین و در دریای سیاه است.

## شهرهای استان اودسا

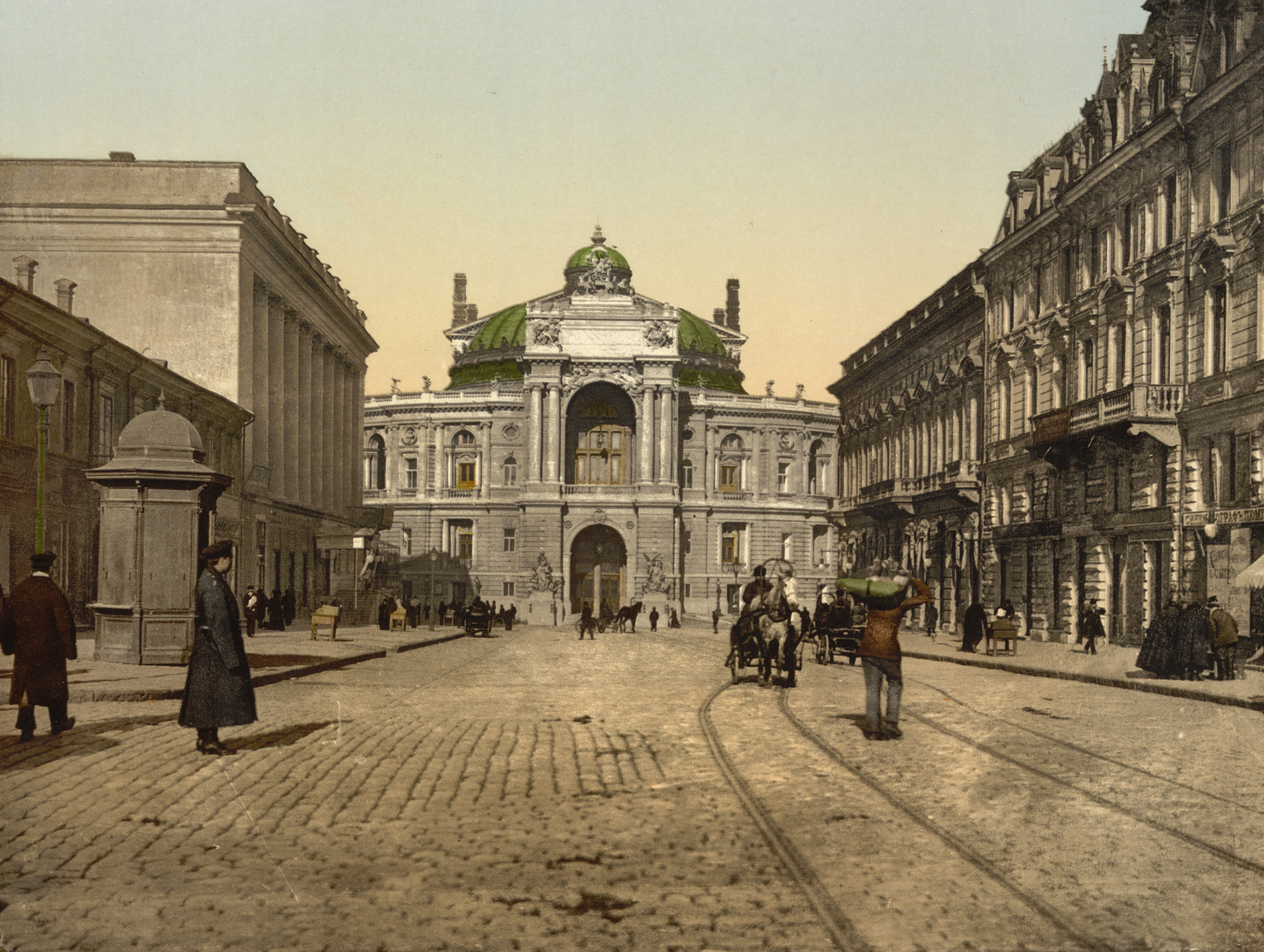
اودسا در آغاز قرن نوزدهم و بیستم

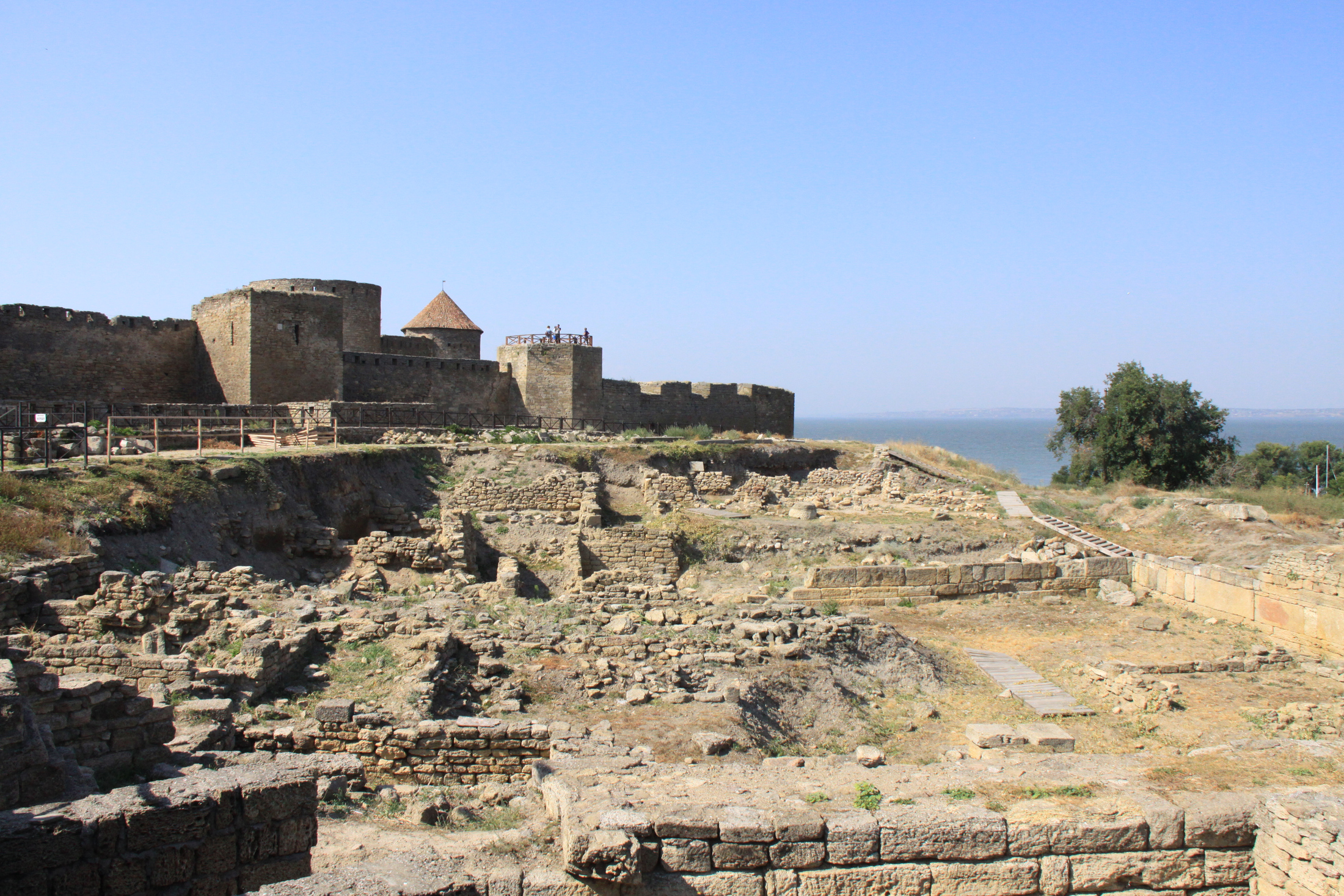
تایراس

- آنانئیف
- بولهراد
- بیلهورود-دنیستروفسکیی
- بیلیائیفکا
- برزیفکا
- بالتا
- ایلیچیفسک
- ایزمائیل
- اودسا
- آرتسیز
- یوژنه
- کوتوفسک
- کیلیا
- ویلکوفه
- نووا اودسا
- تاتاربوناری
- تپلودار
- رنی
- روزدیلنا

## نگارخانه

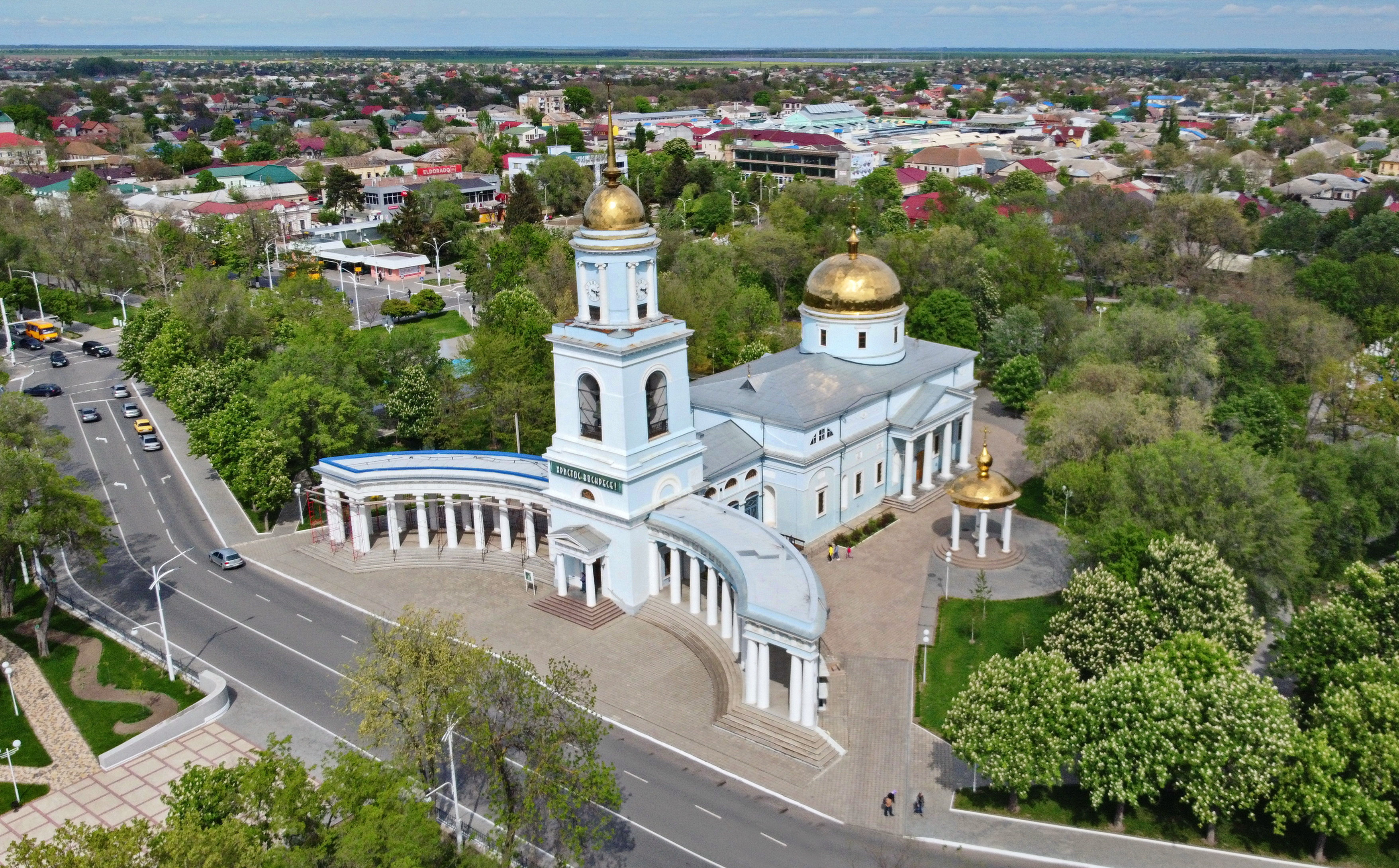
کلیسای جامع شفاعت، اسماعیل
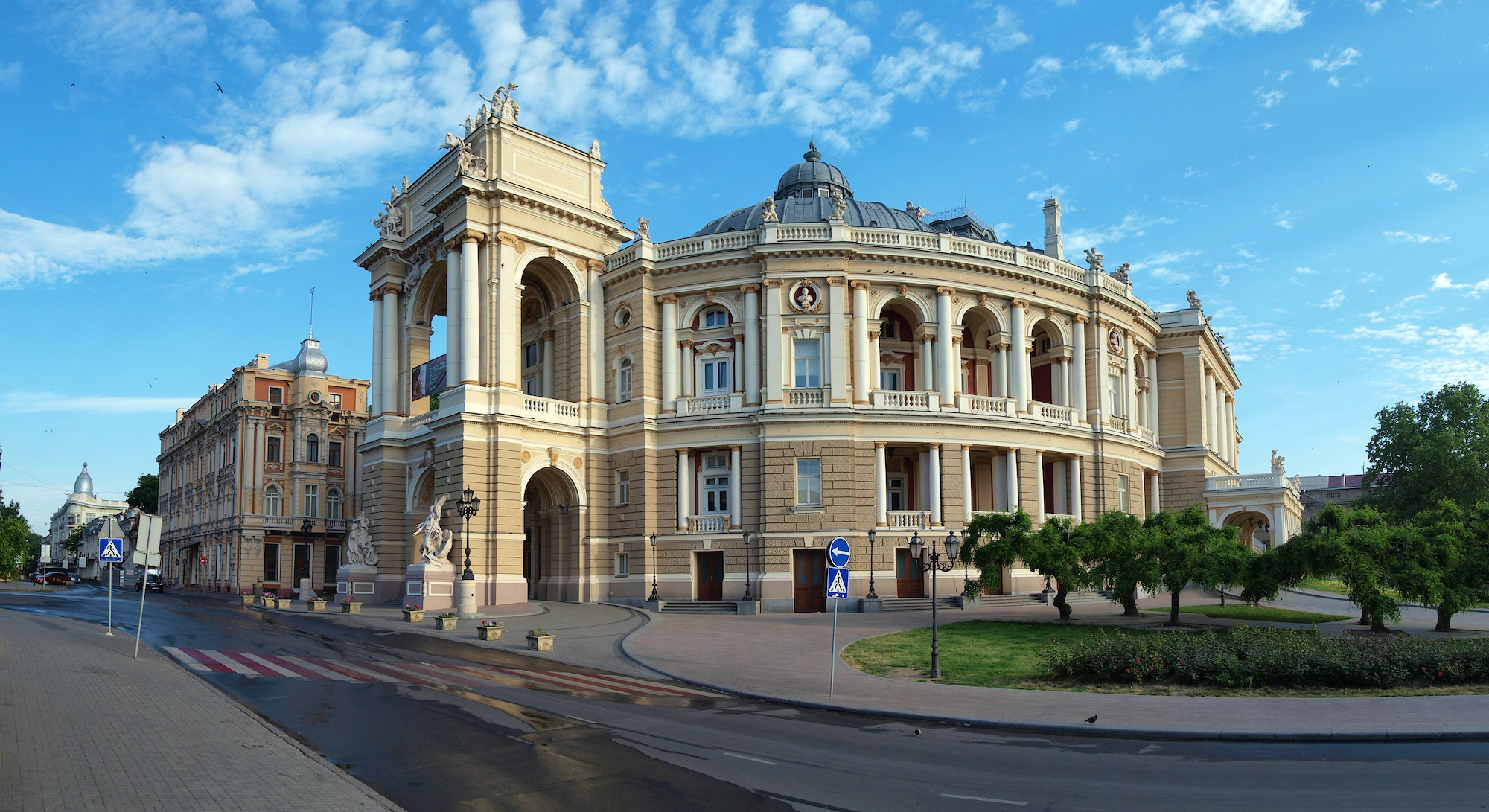
خانه اپرای اودسا
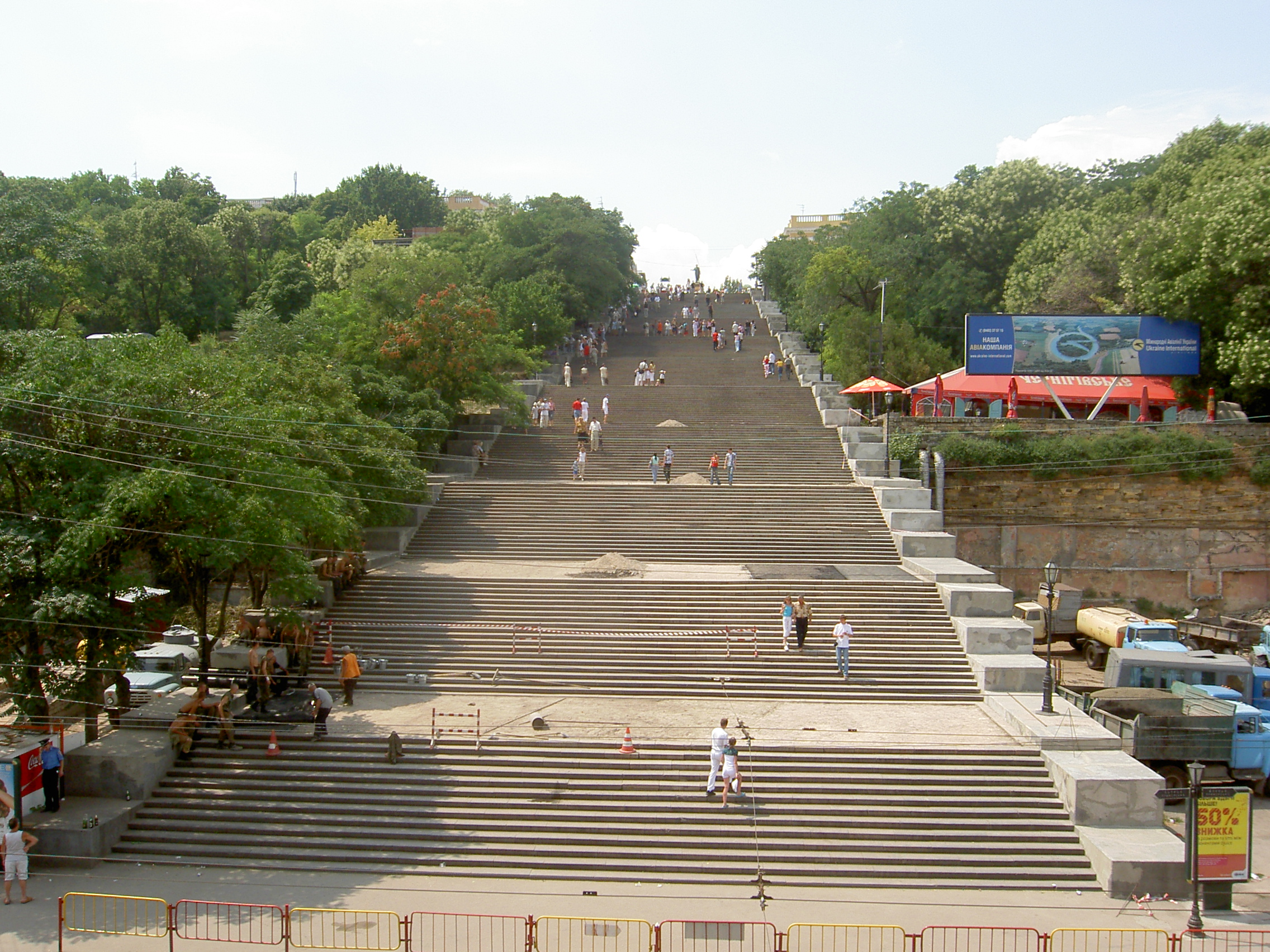
پله‌های پوتمکین، اودسا
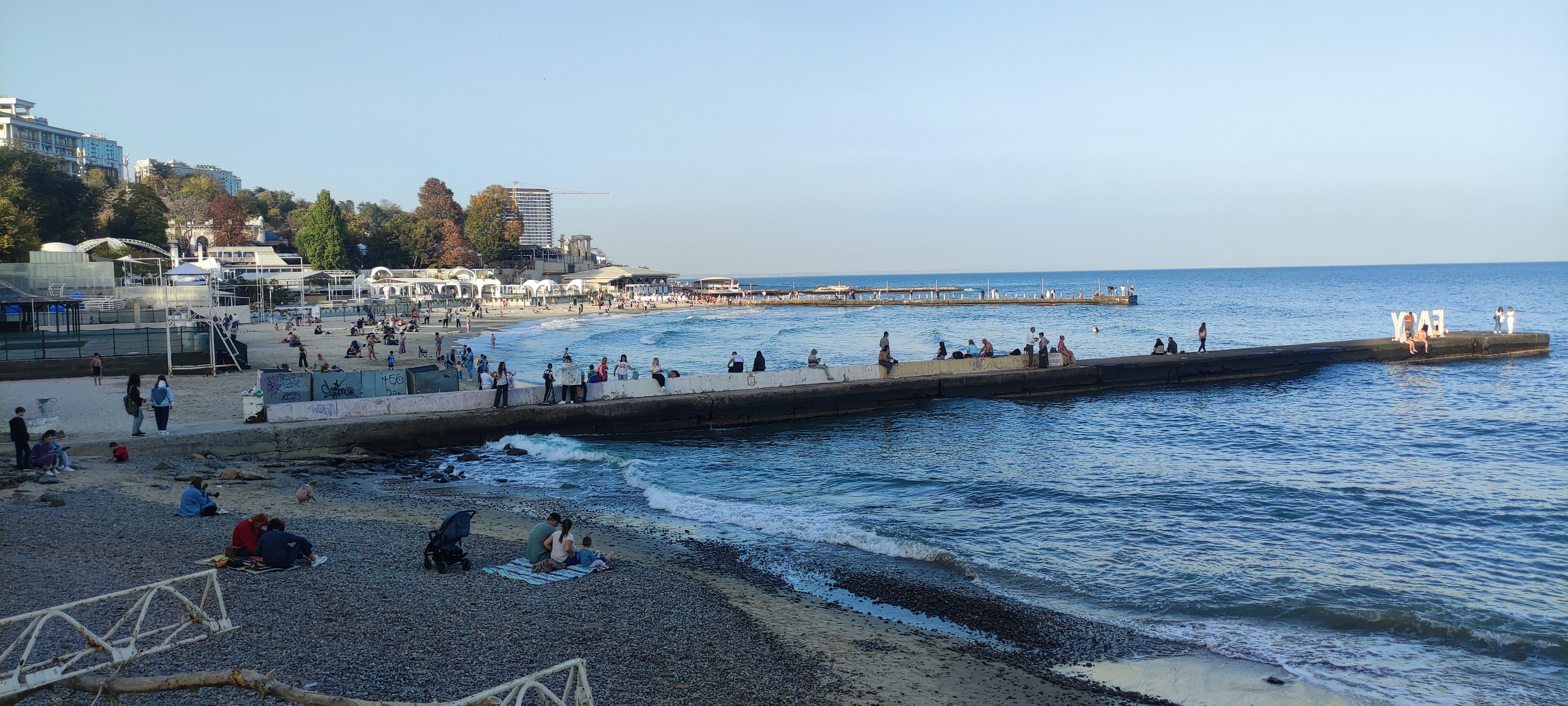
ساحل آرکادیا
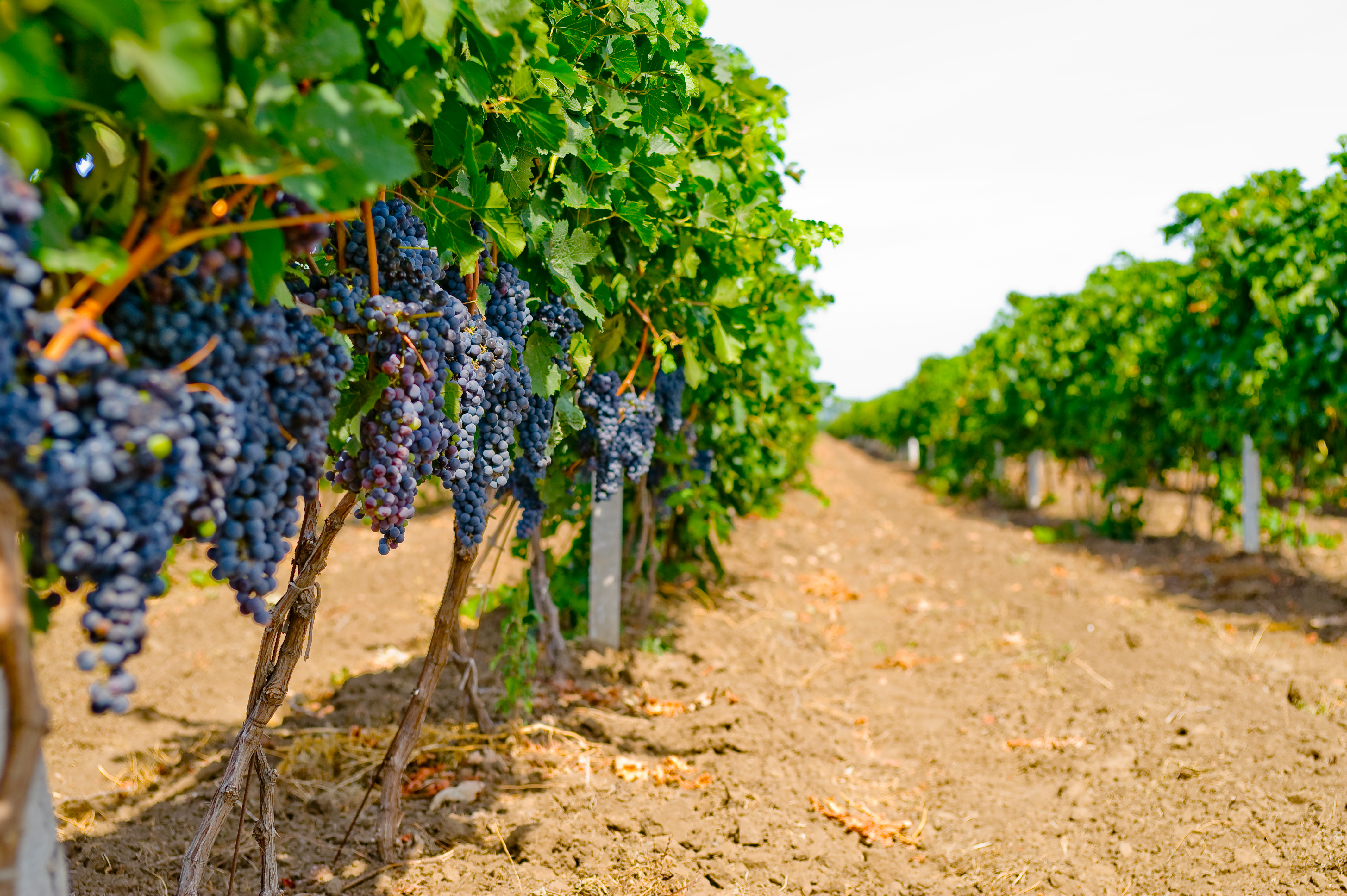
تاکستان در شابو
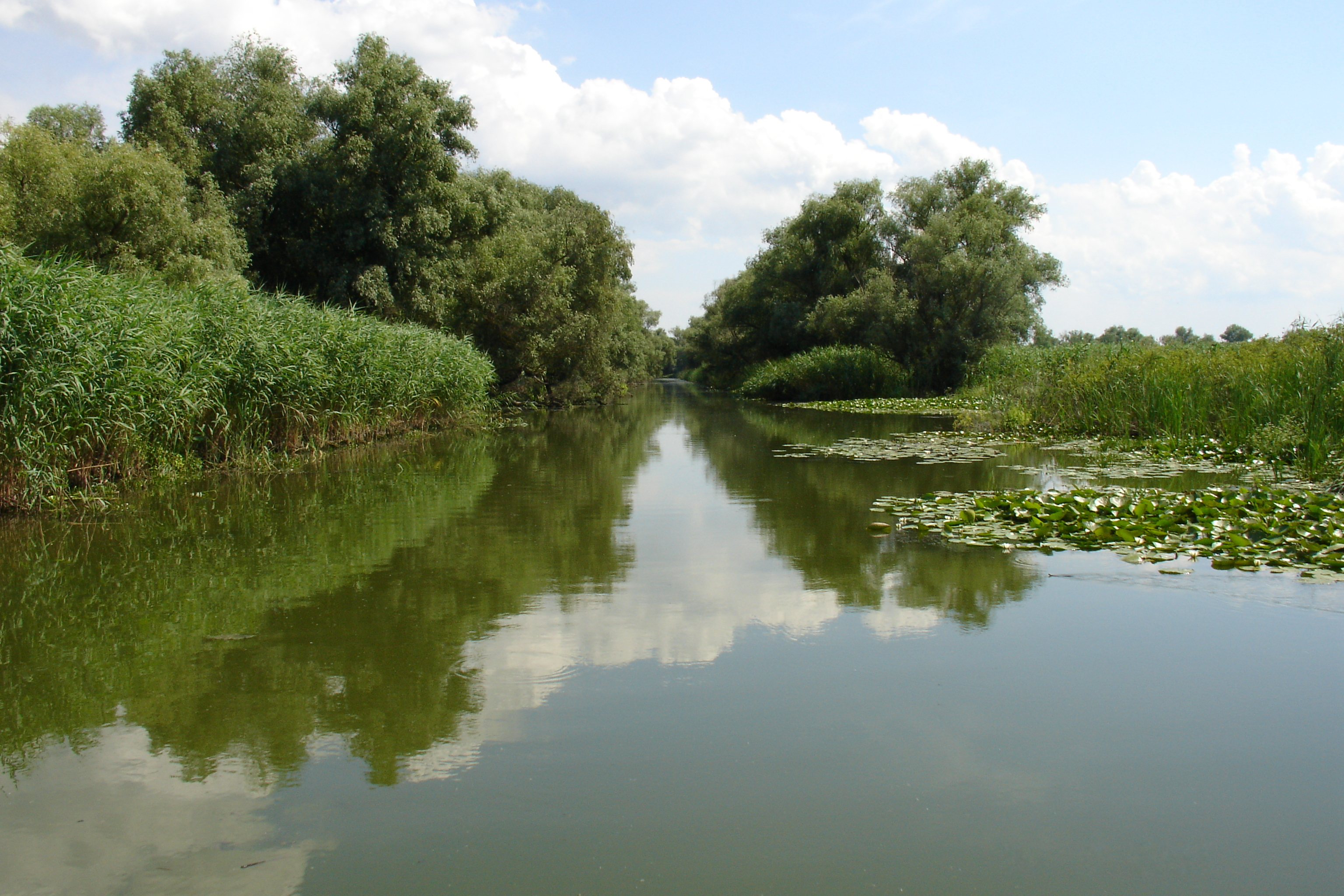
ذخیره‌گاه زیست‌کره دانوب
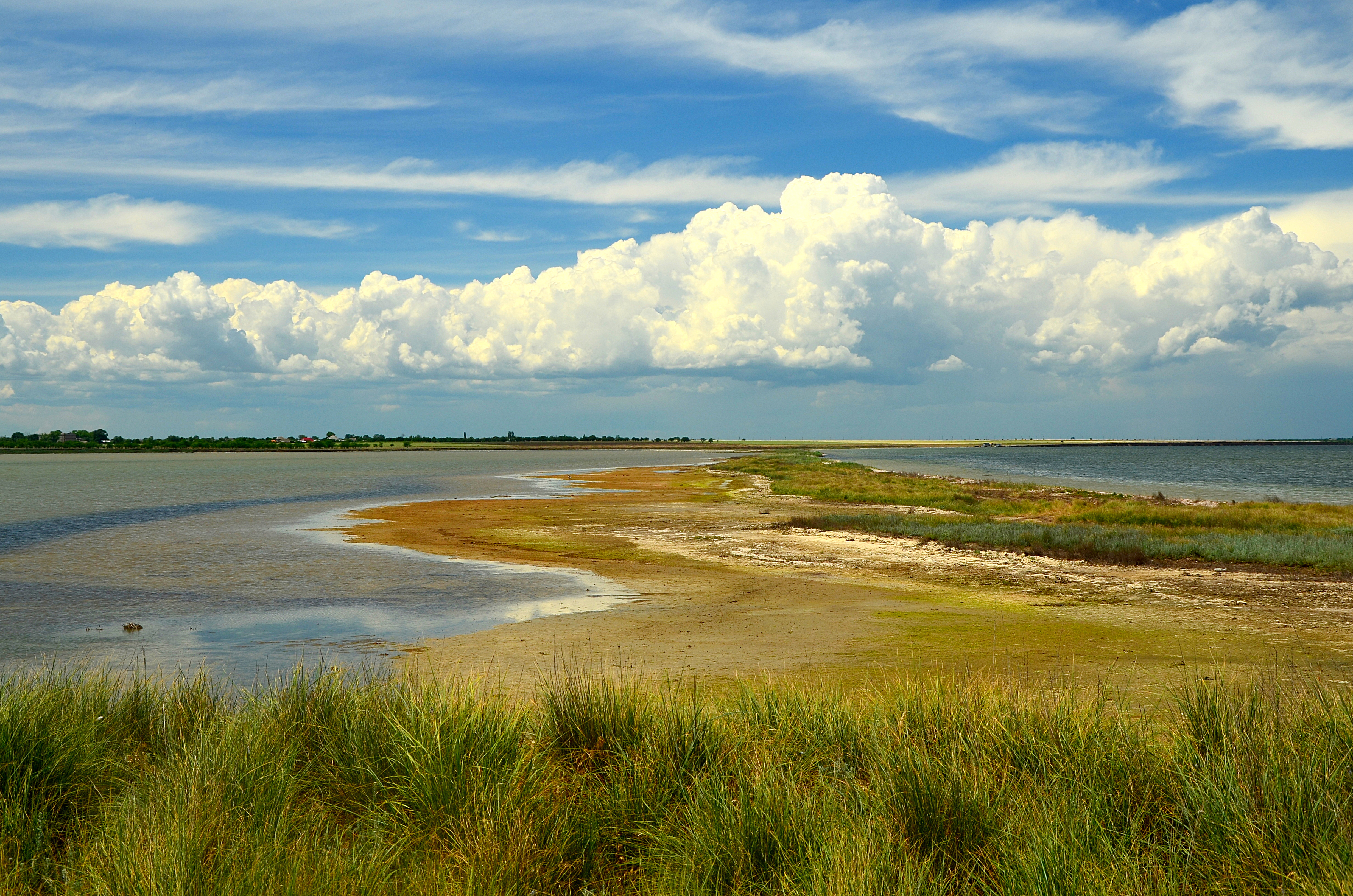
تالاب شاهانی
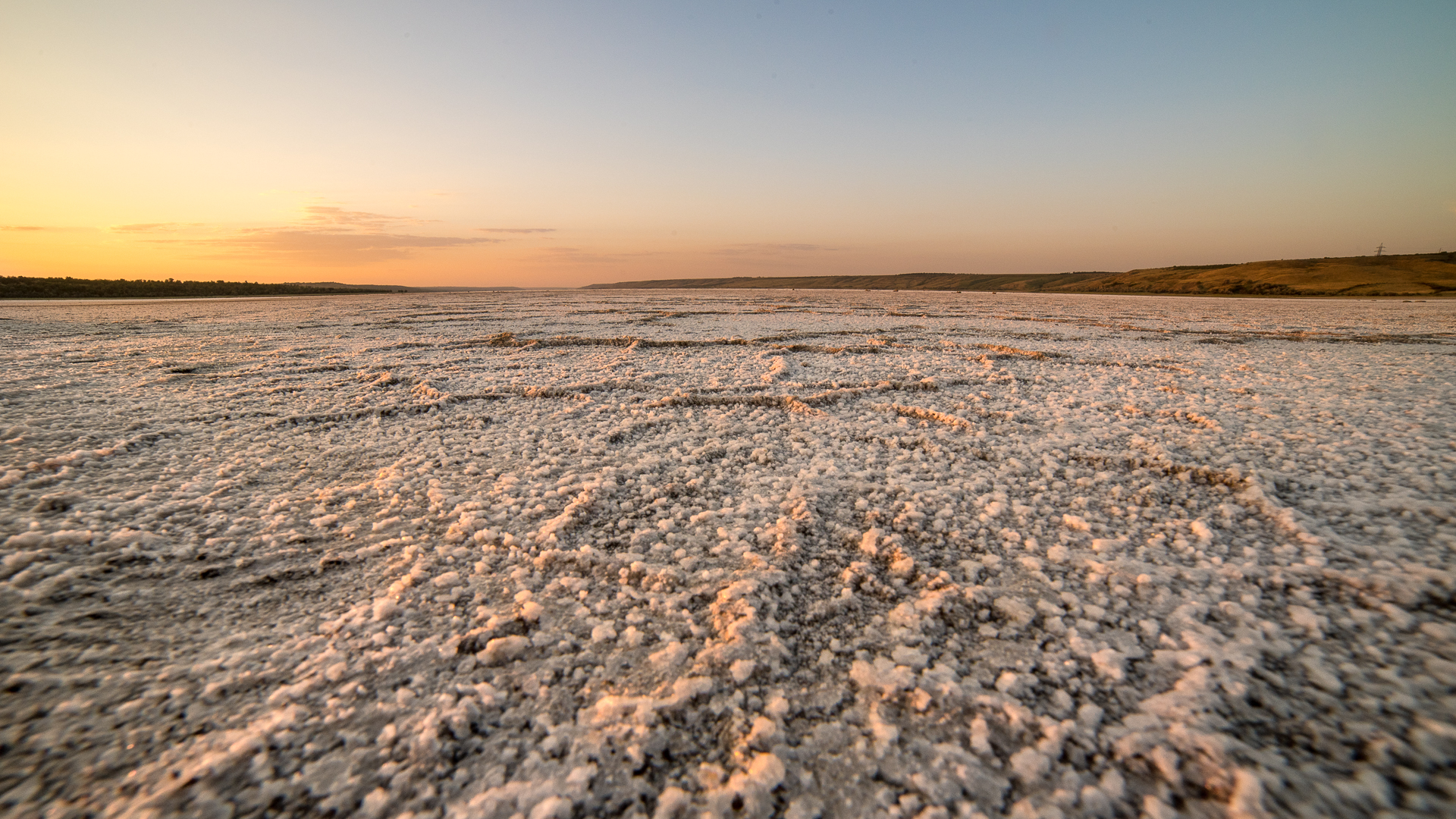
بخشی از خور کویالنیک خشک شد
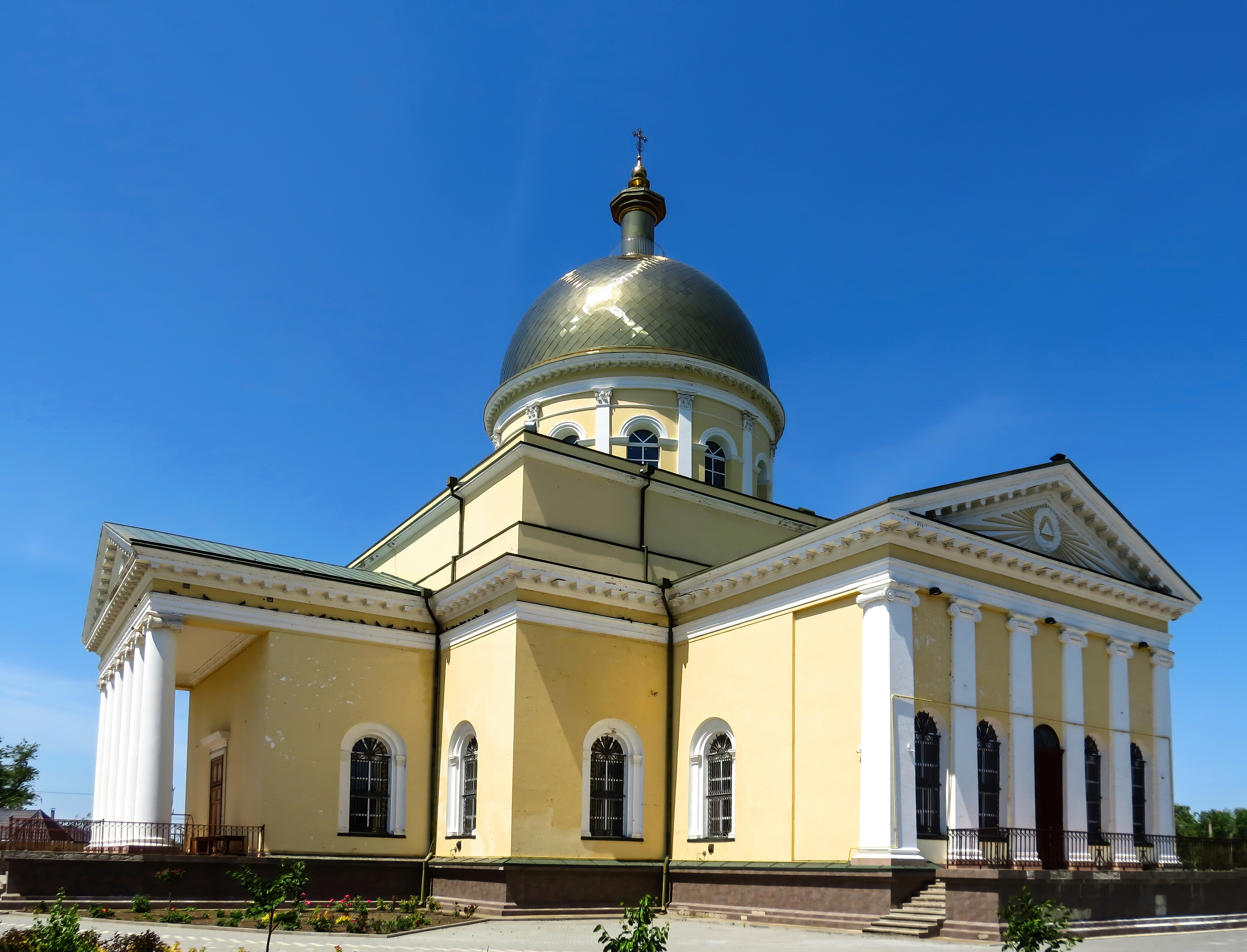
کلیسای جامع تغییر شکل، بولهراد
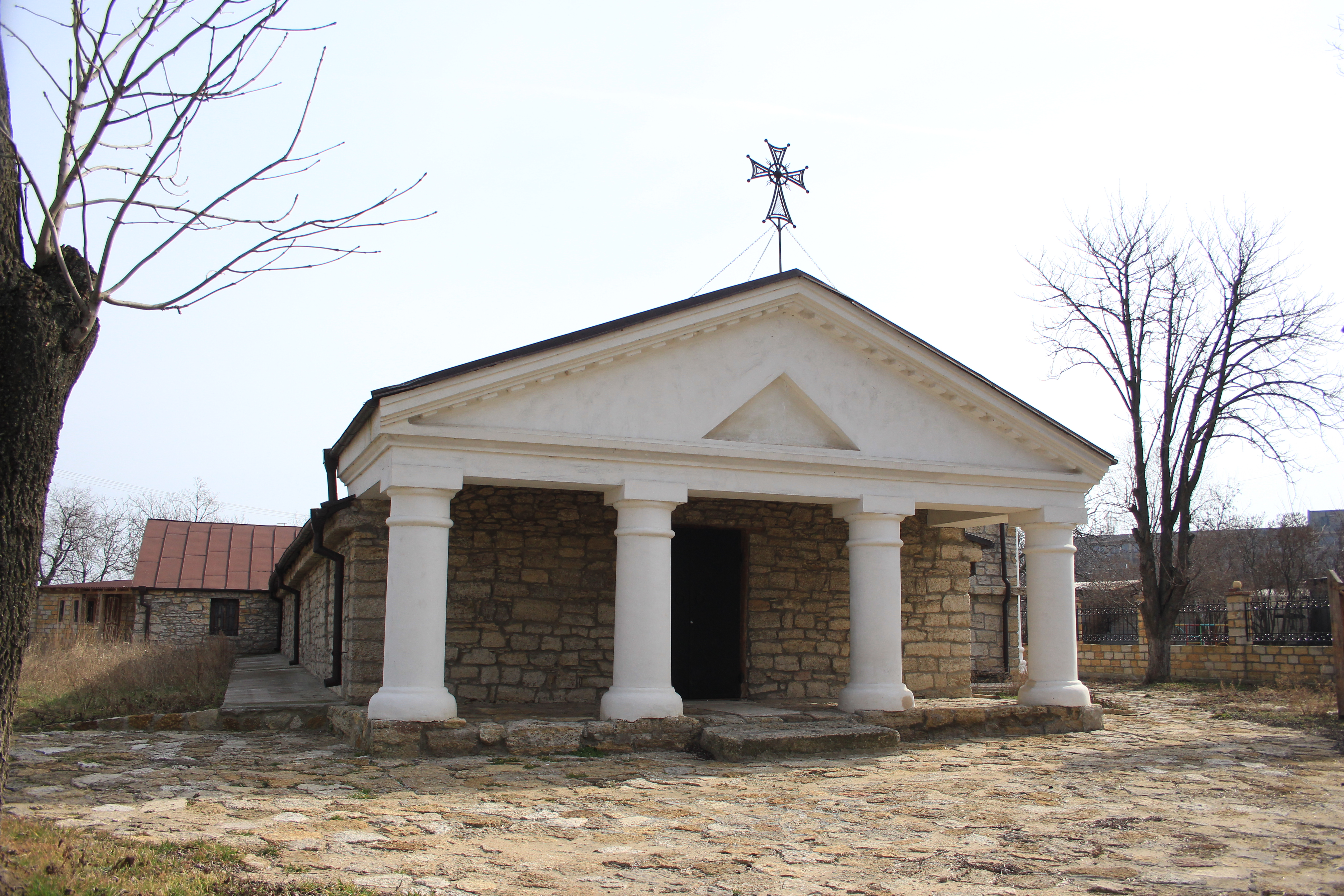
کلیسای قدیمی ارمنی، بیلهرود-دنیستروفسکی